# America Latina (Film)
America Latina ist ein Spielfilm von Damiano und Fabio D’Innocenzo aus dem Jahr 2021. Die Hauptrolle in dem Thriller übernahm Elio Germano.
Im Jahr seiner Veröffentlichung wurde die italienisch-französische Koproduktion im Wettbewerb der 78. Internationalen Filmfestspiele von Venedig uraufgeführt.

## Handlung
Die italienische Provinz Latina: Das Leben des zuvorkommenden und ruhigen Zahnarztes Massimo Sisti scheint perfekt. Er ist Inhaber einer eigenen Praxis, glücklich verheiratet und hat zwei Kinder. Massimo bewohnt mit seiner Ehefrau Alessandra und seinen heranwachsenden Töchtern Laura und Ilenia eine Villa in ruhiger Lage. Er betet seine Familie an und führt ein Leben, das in Aufopferung und Ehrlichkeit wurzelt. Als Massimo an einem gewöhnlichen Frühlingstag seinen Keller betritt, entdeckt er dort ein gefesseltes und geknebeltes Mädchen. Sisti hat überhaupt keine Ahnung, wie das Mädchen dorthin gekommen ist. Das Mädchen benimmt sich aufsässig und aggressiv und lehnt seine Hilfe heftig ab. Er weiß nicht, was er jetzt tun soll, hält das Mädchen vorläufig im Keller gefangen und vor seiner Familie geheim.
Sein erster Verdacht fällt auf Simone, der ihn kurz vorher um Geld gebeten hatte, um seine Schulden zu bezahlen. Er vermutet, Simone wolle mit dem Mädchen als Geisel seiner Forderung Nachdruck zu verleihen. Simone, dem er vorsichtig entsprechende Fragen stellt und dem er ein Foto des Mädchens zeigt, reagiert aber völlig harmlos und wie unschuldig. Dann teilt er seinen Verdacht auf Simone einem befreundeten Barkeeper mit, der das Simone weitererzählt. Sein Versuch, Simone mit dem Auto zu folgen, um ihn auf frischer Tat zu ertappen, führt zu nichts.
Währenddessen denkt Massimo über sich und seine Vergangenheit nach, als er viel getrunken und Psychopharmaka genommen und infolgedessen immer wieder Gedächtnisverluste hatte. Er wird zunehmend nervöser, angespannter, was nicht ohne Folgen für sein Familienleben bleibt. Um das Mädchen im Keller kümmert er sich zwar weiterhin, gibt ihr zu essen und zu trinken, mag sie immer weniger und beginnt sie zu hassen.
Der nächste Verdächtige ist sein Vater, der sich in der Vergangenheit immer mal wieder Geld auf illegale Weise beschafft hat. Die beiden geraten in Streit, machen sich gegenseitig heftige Vorwürfe, bis Sisti in Tränen ausbricht und von seiner Frau getröstet wird. Die Tage vergehen, und Sisti meint eine Veränderung im Verhalten von Frau und Töchtern festzustellen. Er vermutet sie, verheimlichten ihm etwas, hätten vielleicht das Mädchen im Keller entdeckt. Die Spannungen in der Familie steigen, und der Haß Sistis gegen das Mädchen wächst, der er die Schuld für seine Probleme gibt.
An seinem Geburtstag nimmt ihn Alessandra zur Seite und bittet ihn, einen Psychotherapeuten aufzusuchen, der ihm helfen könnte, Ruhe und Ausgeglichenheit wiederzufinden. Sisto aber glaubt, seine Familie wolle ihn in ein Heim wegsperren. Er reagiert wütend und aggressiv. Er beschließt sich von dem Mädchen zu befreien und gräbt im Keller ein Loch. Als Alessandra ihn wegen seines Verhaltens zur Rede stellt, führt er sie in den Keller. Es stellt sich heraus, dass er selbst der Entführer ist. Die Polizei kommt, er wird abgeführt, lebt jetzt in einer Gefängniszelle, mit den Bildern von Frau und Töchtern an der Wand.

## Hintergrund

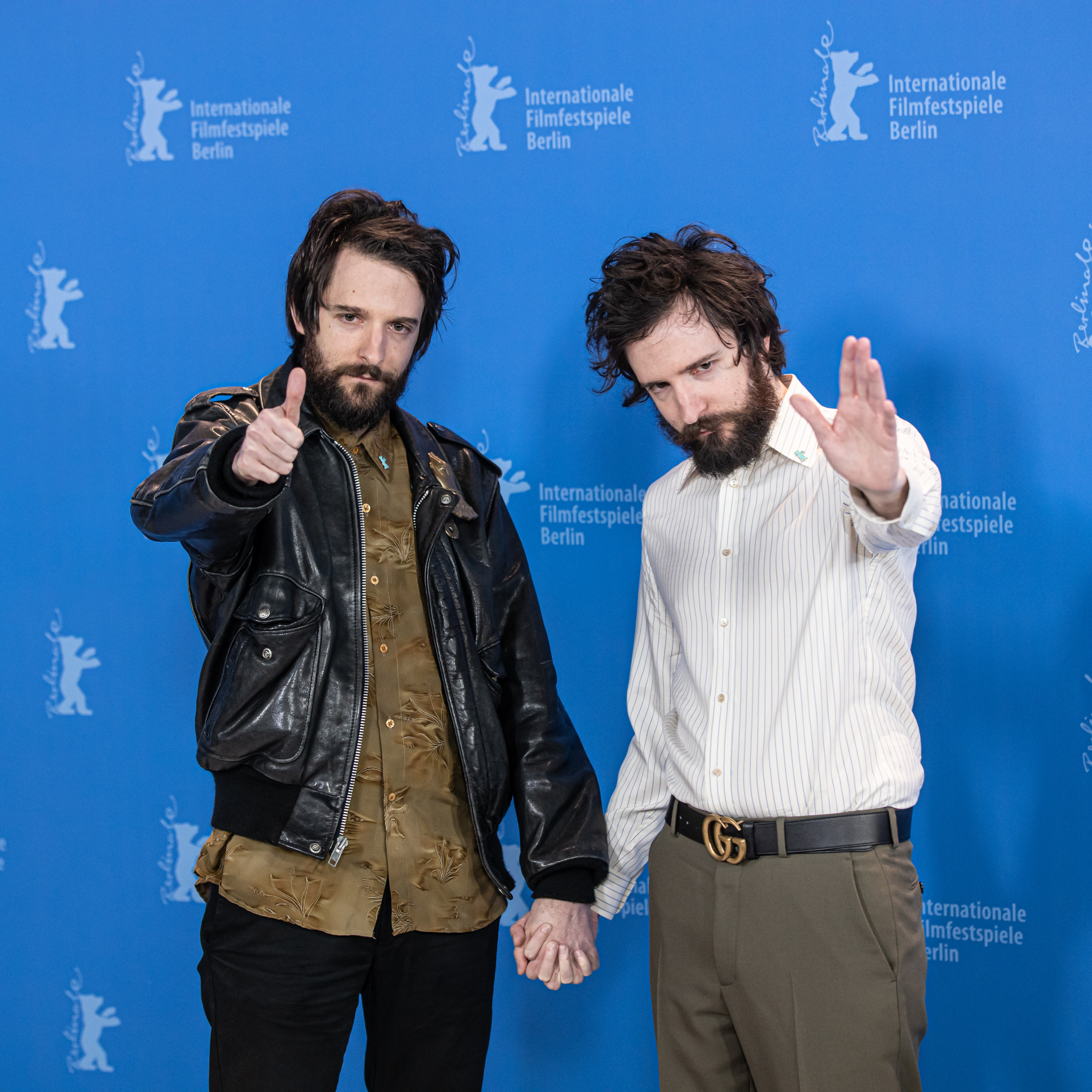
Damiano und Fabio D’Innocenzo (2020)

America Latina ist der dritte Spielfilm der Zwillingsbrüder Damiano und Fabio D’Innocenzo, für den sie auch das Drehbuch verfassten. Erneut arbeiteten sie nach Bad Tales – Es war einmal ein Traum (2020) mit dem italienischen Schauspieler Elio Germano zusammen.
Die Dreharbeiten begannen am 1. März 2020. Gedreht wurde u. a. in der Stadt Latina, Hauptstadt der gleichnamigen Provinz. Koproduziert wurde der Film von Lorenzo Mieli (The Apartment), Vision Distribution und dem französischen Unternehmen Le Pacte.
Das Brüderpaar ließ bis kurz vor der Premiere des Films kaum Informationen über die Handlung verlautbaren. Anfänglich angepriesen wurde das Werk als „eine Liebesgeschichte und wie alle Liebesgeschichten ist es offensichtlich ein Thriller“. Später gaben die D’Innocenzos an, America Latina gedreht zu haben, weil sie die Geschichte dazu „am verstörendsten“ gefunden hätten. Sie hätte bei dem Regisseur- und Autorenduo Fragen aufgeworfen, zu denen sie auch nach Fertigstellung des Films keine Antworten gefunden hätten.

„Als Zwillinge erzählten unsere beiden vorherigen Filme auch Geschichten von Familien, von einem Gefühl der Zugehörigkeit, von Verwandtschaft, aber wir waren noch nie so tief in das Thema eingestiegen und haben uns für den riskantesten Weg entschieden: Freundlichkeit. Freundlichkeit und all ihre extremen Folgen. America Latina ist ein Film über das Licht und wir haben den privilegierten Blickwinkel der Dunkelheit gewählt, um ihn zu beobachten.“

## Veröffentlichung
Der Film wurde am 9. September 2021 beim 78. Filmfestival von Venedig uraufgeführt. Ein Kinostart in Italien war ursprünglich am 25. November 2021 geplant, wurde aber auf den 13. Januar 2022 verschoben.

## Auszeichnungen
Für America Latina erhielten die Brüder ihre erste Einladung in den Wettbewerb um den Goldenen Löwen, den Hauptpreis des Filmfestivals. Das Werk blieb unprämiert. Bei der Verleihung des italienischen Filmpreises David di Donatello 2022 folgten drei Nominierungen (Bester Hauptdarsteller – Elio Germano, Beste Kamera – Paolo Carnera, Beste Filmmusik – Verdena).